# كارين أونه
كارين أونه هي دراجة سويدية، ولدت في 29 أبريل 1975 في السويد.

## وصلات خارجية
- كارين أونه على موقع الاتحاد الدولي للدراجات (الإنجليزية)
- كارين أونه على موقع إحصائيات الدراجات الإحترافية (الإنجليزية)
- كارين أونه على موقع نسبة الدراجات (الإنجليزية)